# Hermann Brunner
Hermann Brunner est un mathématicien suisse et canadien.

## Carrière
Hermann Brunner a obtenu son doctorat à l’ETH de Zürich en 1969 sous la direction de Peter K. Henrici et avec Heinz Rutishauser comme coréférent, avec une thèse intitulée Stabilisierung optimaler Differenzenverfahren zur numerischen Integration gewöhnlicher Differentialgleichungen. Il travaille ensuite à l’Université Dalhousie, à l’Université de Münster puis à l’Université de Fribourg. En 1986, il intègre l’Université Memorial de Terre-Neuve, où il obtient le grade de professeur-chercheur.
Hermann Brunner a contribué à la création de l’Association pour l’avancement de la recherche mathématique en Atlantique (AARMA), qu'il a dirigée de 1999 à 2005. Il a également été vice-président de la Société mathématique du Canada, président du groupe mathématiques et statistique du Conseil de recherches en sciences naturelles et en génie (CRSNG). En 2006, il devient membre de l’Institut Fields de recherche en sciences mathématiques.
Ses travaux portent sur l’analyse numérique des équations intégrales.
Il a œuvré au rapprochement des grands instituts de recherche  canadiens, dont le Centre de recherches mathématiques à Montréal, l’Institut Fields à Toronto et l’Institut du Pacifique pour les sciences mathématiques dans l’Ouest.

## Distinctions
En 2008, il est lauréat du prix David-Borwein de mathématicien émérite pour l'ensemble de sa carrière.

## Publications
- avec Jingtang Ma, Abstract cascading multigrid preconditioners in Besov spaces Communications on Pure and Applied Analysis, 5(2), 349-365 (2006)
- avec Houde Han, Liang Zhu, Jingtang Ma, Artificial boundary conditions for parabolic Volterra integro-differential equations on unbounded two-dimensional domains J Comput Appl Math , 197(2), 406-420 (2006)
- avec Jingtang Ma, On the Regularity of Solutions to Volterra Functional Integro-Differential Equations with Weakly Singular Kernels Journal of Integral Equations and Applications, 18(2), 143-167 (2006)
- avec Houde Han, Liang Zhu, Jingtang Ma, The numerical solution of parabolic Volterra integro-differential equations on unbounded spatial domains Appl Numer Math , 55(1), 83-99 (2005)
- avec H. H. Loosli, Michael Klemm, J. Marti, Manfred R. Trummer, P. Henrici, W. L?Thy, H. Giger, A. Friedli, J. J. Burckhardt, A. Friedli, H. R. Schwarz, Buchbesprechungen Zeitschrift für angewandte Mathematik und Physik, 35(6), 920-924 (1984)
- avec Arvet Pedas et Gennadi Vainikko : The piecewise polynomial collocation method for nonlinear weakly singular Volterra equations(Math. Comp. 68 (1999), 1079-1095)[3]